# Krisztina Kendeffy
Krisztina Kendeffy, contesă de Malomvíz (n. 4 mai 1828 - d. 16 iunie 1875), a fost o membră a familiei nobile Kendeffy. Contesa a fost fiica Contelui Ádám Kendeffy de Malomvíz și a Contesei Borbála Bethlen de Bethlen, a fost soție a Contelui János Mihály de Szilágyi-Oaș.

## Vezi și
- Castelul Kendeffy